# Andreotti–Frankels sats
Inom matematiken är Andreotti–Frankels sats, introducerad av Andreotti och  Frankel (1959), ett resultat som säger att om {\displaystyle V} är en slät affin varietet av komplex dimension {\displaystyle n}, eller mer allmänt, om {\displaystyle V} är en godtycklig Steinmångfald med dimension {\displaystyle n}, då är {\displaystyle V} homotopiekvivalent till ett CW-komplex med reell dimension högst n. 
Följaktligen gäller, att om {\displaystyle V\subseteq C^{r}} är en sluten sammanhängande komplex delmångfald med komplex dimension {\displaystyle n}, så har {\displaystyle V} homotopitypen av ett {\displaystyle CW}-komplex med reell dimension {\displaystyle \leq n}. Härmed är
{\displaystyle H^{i}(V;\mathbf {Z} )=0{\text{ för }}i>n\,}
och
{\displaystyle H_{i}(V;\mathbf {Z} )=0{\text{ för }}i>n.\,}

### Allmänna källor
- Andreotti, Aldo; Frankel, Theodore (1959), ”The Lefschetz theorem on hyperplane sections”, Annals of Mathematics. Second Series 69:  713–717, ISSN 0003-486X
- John Willard Milnor (1963), Morse Theory, Ch. 7.